# 繸子
繸子（希伯來語：צִיצִת，譯作Tzitzit，複數為Tzitziot希伯來語：），是以色列猶太教男性和外來皈依者的男性在衣服上、祷告巾（希伯來語：טַלִּית）的四個角位上所縫上或綁上的流蘇飾物。
雖字體用法一致，但各地希伯來語口音有異：
中東系希伯來語口音稱為Ṡītṡīt，拉丁諾語和塞法迪系希伯來語口音稱為Tzītzīt，也門系希伯來語口音稱為Ṡītṡīth，撒馬利亞語稱為Ṡaṡat；伊第舒語和阿什肯納茲希伯來語口音稱為Tzītzīs。

## 源由
由摩西帶領以色列民出離埃及後，在四十年的遊走荒野時期；授與天啟眾諸誡命直接頒布以色列民逐一遵守。
而以色列民世世代代配帶繸子的誡命同樣是重要的一環：
- 《摩西五經》《民數記》第15章38節：

希伯來語原文：〖דַּבֵּר אֶל-בְּנֵי יִשְׂרָאֵל, וְאָמַרְתָּ אֲלֵהֶם, וְעָשׂוּ לָהֶם צִיצִת עַל-כַּנְפֵי בִגְדֵיהֶם, לְדֹרֹתָם; וְנָתְנוּ עַל-צִיצִת הַכָּנָף, פְּתִיל תְּכֵלֶת〗
希伯來語拉丁拼音：“ Daber El – B`nei Ish`rael , V`amar`ta Alehem , V`asu Lahem Tzitzit Al – Kan`fei Vig`deihem , Ledorotam ; V`nat`nu Al – Tzitzit Hakanaf , P`til T`chelet . ”
中文：「吩咐以色列人，在衣服的四角縫有流蘇，每條流蘇上穿上壹條藍色的線。」
- 《摩西五經》《申命記》第22章12節：

希伯來語原文：〖.גְּדִלִים, תַּעֲשֶׂה-לָּךְ, עַל-אַרְבַּע כַּנְפוֹת כְּסוּתְךָ, אֲשֶׁר תְּכַסֶּה-בָּהּ〗
希伯來語拉丁拼音：“ G`dilim , Taseh – Lach , Al – ar`ba Kan`fot K`sut`cha , Asher T`chaseh – Bah . ”
中文：「你（以色列人）身上披的外衣，在四角上應做流蘇。」
古時以色列人，身穿的服裝與現今的穆斯林的衣著有相似的地方；外衣的模樣與現今的薄袍一樣，方便縫製繸子。
現今的以色列人甚少或不會穿長袍，而縫製繸子方面慢慢轉移到祈禱披布的四個角位之上。或者以設計為輕便裝的方式慢慢轉移到長褲的四個角位之上。
神──耶和華（希伯來語：יהוה）要所有以色列人在衣服四個角位上縫製繸子的目的是要他們當成為神的子民後，務必棄絕不良的性關係和外來宗教的惡習。
- 《摩西五經》《民數記》第15章39節：

希伯來語原文：〖וְהָיָה לָכֶם, לְצִיצִת, וּרְאִיתֶם אֹתוֹ וּזְכַרְתֶּם אֶת-כָּל-מִצְו‍ֹת יְהוָה, וַעֲשִׂיתֶם אֹתָם; וְלֹא-תָתוּרוּ אַחֲרֵי לְבַבְכֶם, וְאַחֲרֵי עֵינֵיכֶם, אֲשֶׁר-אַתֶּם זֹנִים, אַחֲרֵיהֶם〗
希伯來語拉丁拼音：“ V`hayah Lachem , L`tzitzit , Ur`item Oto Uz`char`tem Et – Kol – Mitz`ot Y`hvah , Vasitem Otam ; V`lo – taturu Acharei L`vav`chem , V`acharei Eineichem , Asher – Atem Zonim Achareihem . ”
中文：「當我們（以色列人）踫到或看見流蘇時，這樣不致於遠離神－耶和華，隨著自己心所想、眼所見的而去作出為神－耶和華所厭恨的邪事。」

## 製作
製作繸子的方式，與繩結藝術有一個不同的地方是，它是帶有神秘的宗教意味。
當時的繸子方式只是用四種顏色的羊毛繩線，以綁結方式製成；

### 款式

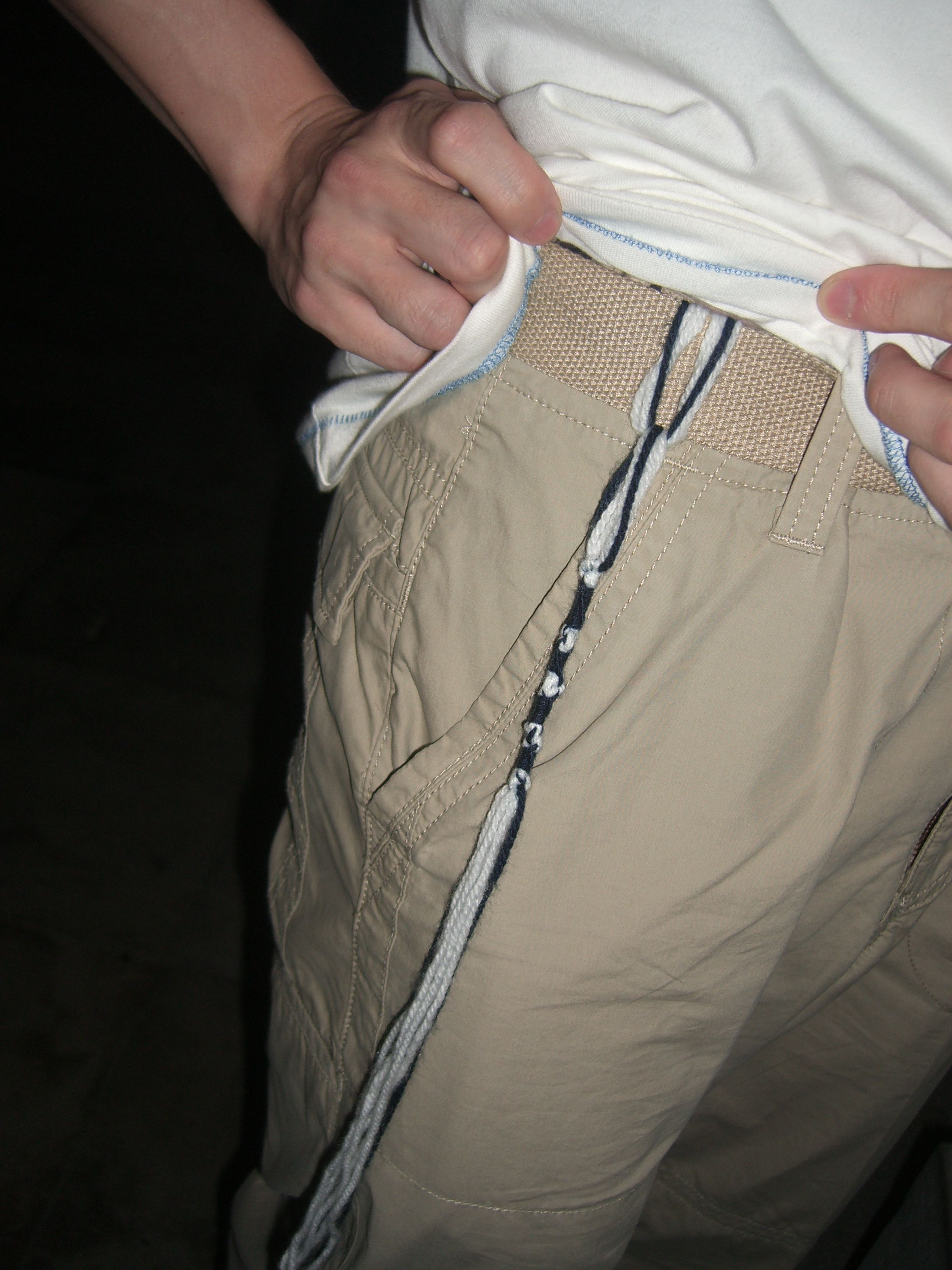
繸子輕便裝使用方式：用於長褲之上

由於時代的變遷，加上各地的風俗各異，令繸子有了重大的不同；主要的材料和製作方法不同，已分有兩種特式－阿什肯納茲式和塞法廸式。

#### 阿什肯納茲式繸子（Ashkenazi Tzitzit）
1. 先誦唸一段希伯來語：『L`shem Mitz`vat Tzitzit . 』
2. 先量度自己前手臂至手腕的長度，後量度白色羊毛線該尺寸的2倍，裁剪3條；
3. 量度好自己整個手臂，量度白色羊毛線的尺寸的兩倍，裁剪一條；
4. 先取下一長三短的各一條，用對接方式取出中間位，以八英吋的長度量度縫結圈，小心地綁縛兩個結紮；
5. 用木夾或結紮一條單蝶結固定4條平頭的一邊，取出白色最長的線，用手紮緊7條，以打圈方式結7個圈，務必紮緊；
6. 綁了7個圈後放回零散的一邊，打下2個結；
7. 取出最長的一條，打下8個圈，藏入零散一邊，打2個結；
8. 取出最長的一條，打下11個圈，藏入零散一邊，打2個結；
9. 取出最長的一條，打下13個圈，藏入零散一邊，打2個結，脫下木夾或解開單蝶結，完成。

已完成的阿什肯納茲式繸子的模樣：
- 1個縫結圈、2個結紮；
- 7個縫結圈、2個結紮；
- 8個縫結圈、2個結紮；
- 11個縫結圈、2個結紮；
- 13個縫結圈、2個結紮。
- 其餘三條如以上的方式製造。

從7、8、11和13的圈的數目總和為39個圈數，為13圈數的3倍的數目。寓意為「神是獨一。」

#### 塞法廸式繸子（S`faradhi Tzitzit）
1. 先誦唸一段希伯來語：『L`shem Mitz`vat Tzitzit . 』
2. 先量度自己前手臂至手腕的長度，後量度白色羊毛線該尺寸的2倍，裁剪3條；
3. 量度好自己整個手臂，量度藍色羊毛線的尺寸的2倍，裁剪一條；
4. 先取下三白一藍的各一條，用對接方式取出中間位，以八英吋的長度量度縫結圈，小心地綁縛兩個結紮；
5. 用木夾或結紮一條單蝶結固定4條平頭的一邊，取出藍色最長的線，用左手紮緊7條；
6. 伸出左手食指，將藍色最長的放上食指指頭位，放下後立即穿向7條反向上面，向食指指頭下方穿過去；
7. 以這種的打結方式打10個圈，務必紮緊；
8. 打好10個結後放回零散的一邊，打下2個結；
9. 取出最長的一條，用這種打結方式打下5個圈，藏入零散一邊，打2個結；
10. 取出最長的一條，用這種打結方式打下6個圈，藏入零散一邊，打2個結；
11. 取出最長的一條，這樣用這種打結方式打5個圈，藏入零散一邊，打2個結；
12. 脫下木夾或解開單蝶結，完成。

已完成的塞法廸式繸子的模樣：
- 一個縫結圈、2個結紮；
- 十個縫結圈、2個結紮；
- 五個縫結圈、2個結紮；
- 六個縫結圈、2個結紮；
- 五個縫結圈、2個結紮。
- 其餘三條如以上的方式製造。

從10、5、6和5的圈的數目總和為26個圈數，為13圈數的2倍的數目。寓意為「獨一真神的名字-YHVH（希伯來語：יהוה，即耶和華）。」